# ATP-seizoen 2021
Het ATP-seizoen in 2021 bestond uit de internationale tennistoernooien, die door de ATP en ITF werden georganiseerd in het kalenderjaar 2021.
Het speelschema omvatte:
- 64 ATP-toernooien, bestaande uit de categorieën:
  - ATP Tour Masters 1000: 9
  - ATP Tour 500: 13
  - ATP Tour 250: 38
  - ATP Finals: eindejaarstoernooi voor de 8 beste tennissers/dubbelteams.
  - Next Generation ATP Finals: eindejaarstoernooi voor de 7 beste tennissers jonger dan 21 jaar (+ 1 wildcard), geen ATP-punten;
  - ATP Cup: landenwedstrijd
  - Laver Cup: continententoernooi tussen Team Europa en Team Wereld, geen ATP-punten.
- 6 ITF-toernooien, bestaande uit de:
  - 4 grandslamtoernooien;
  - Davis Cup: landenteamtoernooi, geen ATP-punten;
  - Olympische Spelen, geen ATP-punten.

## Verschillen met vorig jaar

### Toernooiwijzigingen
Door de coronapandemie werden toernooien geannuleerd, verplaatst of vervangen door andere:

#### Annulaties
- ATP-toernooi van Auckland
- ATP-toernooi van Pune
- ATP-toernooi van Uniondale
- ATP-toernooi van Rio de Janeiro
- ATP-toernooi van Houston; eenmalig vervangen door het ATP-toernooi van Marbella
- ATP-toernooi van Boedapest: vervangen door het ATP-toernooi van Belgrado
- ATP-toernooi van Rosmalen
- ATP-toernooi van Chengdu
- ATP-toernooi van Zhuhai
- ATP-toernooi van Peking
- ATP-toernooi van Tokio
- ATP-toernooi van Shanghai
- ATP-toernooi van Bazel

#### Verplaatsingen
- ATP Cup: verplaatst van begin januari naar begin februari, verplaatst naar Melbourne
- ATP-toernooi van Doha: verplaatst van begin januari naar begin maart
- ATP-toernooi van Adelaide: verplaatst van begin januari naar begin februari, verplaatst naar Melbourne
- Australian Open: verplaatst van eind januari naar begin februari, kwalificaties gehouden in Doha en Dubai op 10 januari
- ATP-toernooi van Córdoba: verplaatst van begin februari naar eind februari
- ATP-toernooi van Montpellier: verplaatst van begin februari naar eind februari
- ATP-toernooi van Rotterdam: verplaatst van begin februari naar begin maart
- ATP-toernooi van Buenos Aires: verplaatst van begin februari naar begin maart
- ATP-toernooi van Indian Wells: verplaatst van begin maart naar begin oktober
- ATP-toernooi van Marrakesh: nader te bepalen, vervangen door het ATP-toernooi van Cagliari
- Roland Garros: met een week uitgesteld, zodat er een grotere kans was dat er toeschouwers welkom waren

#### Nieuwe/terugkerende toernooien
- ATP-toernooi van Antalya keerde terug, dit toernooi werd gehouden op hardcourt i.p.v. gras
- ATP-toernooi van Singapore keerde terug, dit toernooi werd gehouden op indoor hardcourt i.p.v. hardcourt buiten
- ATP-toernooi van Marbella (gravel) had een eenjarige toernooilicentie gekregen ter vervanging van het afgelaste toernooi van Houston (gravel)
- ATP-toernooi van Cagliari (gravel) had net als in 2020 een eenjarige toernooilicentie gekregen, ditmaal ter vervanging van het afgelast/uitgestelde toernooi van Marrakesh (gravel)
- ATP-toernooi van Belgrado (gravel) heeft de toernooilicentie van het ATP-toernooi van Boedapest (gravel) voor vijf jaar geleased t/m 2025, met een optie tot koop
- ATP-toernooi van Parma (gravel) had een eenjarige toernooilicentie gekregen ter opvulling van het ontstane 'gat', na de week uitstel van Roland Garros
- ATP-toernooi van Belgrado 2 (gravel), had een eenjarige toernooilicentie gekregen ter opvulling van het ontstane 'gat', na de week uitstel van Roland Garros
- ATP-toernooi van San Diego (hardcourt), had een eenjarige toernooilicentie gekregen.

## Speelschema

### Legenda
| Grand Slams           |
| Olympische Spelen     |
| ATP Tour Finals       |
| ATP Tour Masters 1000 |
| ATP Tour 500          |
| ATP Tour 250          |
| Toernooien voor teams |

Codering
De codering voor het aantal deelnemers.
128S/128Q/64D/32X
- 128 deelnemers aan hoofdtoernooi (S)
- 128 aan het kwalificatietoernooi (Q)
- 64 koppels in het dubbelspel (D)
- 32 koppels in het gemengd dubbelspel (X)

Alle toernooien worden in principe buiten gespeeld, tenzij anders vermeld.
RR = groepswedstrijden, (i) = indoor

### Januari
| Week van  | Toernooi | Winnaar(s)                  | Finalist(en)                     | Uitslag finale         |         |
| --------- | --- | --------------------------- | -------------------------------- | ---------------------- | ------- |
| 7 januari | Delray Beach Open by VITACOST.com Delray Beach, Verenigde Staten ATP Tour 250 $ 418.195 - hardcourt - 28S/16Q/16D | Hubert Hurkacz              | Sebastian Korda                  | 6-3, 6-3               | Details |
| 7 januari | Delray Beach Open by VITACOST.com Delray Beach, Verenigde Staten ATP Tour 250 $ 418.195 - hardcourt - 28S/16Q/16D | Ariel Behar Gonzalo Escobar | Christian Harrison Ryan Harrison | 6-7(5), 7-6(4), [10-4] | Details |
| 7 januari | Antalya Open Antalya, Turkije ATP Tour 250 $ 361.800 - hardcourt - 32S/16Q/16D                                    | Alex de Minaur              | Aleksandr Boeblik                | 2-0 opgave             | Details |
| 7 januari | Antalya Open Antalya, Turkije ATP Tour 250 $ 361.800 - hardcourt - 32S/16Q/16D                                    | Nikola Mektić Mate Pavić    | Ivan Dodig Filip Polášek         | 6-2, 6-4               | Details |

### Februari
| Week van               | Toernooi                                                                                        | Winnaar(s)                            | Finalist(en)                              | Uitslag finale |         |
| ---------------------- | ----------------------------------------------------------------------------------------------- | ------------------------------------- | ----------------------------------------- | -------------- | ------- |
| 1 februari             | ATP Cup Melbourne, Australië Teamcompetitie $ 4.500.000 - hardcourt - 12 teams                  | Rusland                               | Italië                                    | 2-0            | Details |
| 1 februari             | Great Ocean Road Open Melbourne, Australië ATP Tour 250 $ 382.575 - hardcourt - 56S/24D         | Jannik Sinner                         | Stefano Travaglia                         | 7-6(4), 6-4    | Details |
| 1 februari             | Great Ocean Road Open Melbourne, Australië ATP Tour 250 $ 382.575 - hardcourt - 56S/24D         | Jamie Murray Bruno Soares             | Juan Sebastián Cabal Robert Farah Maksoud | 6-3, 7-6(7)    | Details |
| 1 februari             | Murray River Open Melbourne, Australië ATP Tour 250 $ 382.575 - hardcourt - 56S/24D             | Daniel Evans                          | Félix Auger-Aliassime                     | 6-2, 6-3       | Details |
| 1 februari             | Murray River Open Melbourne, Australië ATP Tour 250 $ 382.575 - hardcourt - 56S/24D             | Nikola Mektić Mate Pavić              | Jérémy Chardy Fabrice Martin              | 7-6(2), 6-3    | Details |
| 8 februari 15 februari | Australian Open Melbourne, Australië Grand Slam AU$ 32.790.000 - hardcourt 128S/128Q/64D/32X    | Novak Djokovic                        | Daniil Medvedev                           | 7-5, 6-2, 6-2  | Details |
| 8 februari 15 februari | Australian Open Melbourne, Australië Grand Slam AU$ 32.790.000 - hardcourt 128S/128Q/64D/32X    | Ivan Dodig Filip Polášek              | Rajeev Ram Joe Salisbury                  | 6-3, 6-4       | Details |
| 8 februari 15 februari | Australian Open Melbourne, Australië Grand Slam AU$ 32.790.000 - hardcourt 128S/128Q/64D/32X    | Barbora Krejčíková Rajeev Ram         | Samantha Stosur Matthew Ebden             | 6-1, 6-4       | Details |
| 22 februari            | Open Sud de France Montpellier, Frankrijk ATP Tour 250 € 323.970 - hardcourt (i) - 28S/16Q/16D  | David Goffin                          | Roberto Bautista Agut                     | 5-7, 6-4, 6-2  | Details |
| 22 februari            | Open Sud de France Montpellier, Frankrijk ATP Tour 250 € 323.970 - hardcourt (i) - 28S/16Q/16D  | Henri Kontinen Édouard Roger-Vasselin | Jonathan Erlich Andrei Vasilevski         | 6-2, 7-5       | Details |
| 22 februari            | Córdoba Open Córdoba, Argentinië ATP Tour 250 $ 393.935 - gravel - 28S/32Q/16D                  | Juan Manuel Cerúndolo                 | Albert Ramos Viñolas                      | 6-0, 2-6, 6-2  | Details |
| 22 februari            | Córdoba Open Córdoba, Argentinië ATP Tour 250 $ 393.935 - gravel - 28S/32Q/16D                  | Rafael Matos Felipe Meligeni Alves    | Romain Arneodo Benoît Paire               | 6-4, 6-1       | Details |
| 22 februari            | Singapore Tennis Open Singapore, Singapore ATP Tour 250 $ 361.800 - hardcourt (i) - 28S/16Q/16D | Alexei Popyrin                        | Aleksandr Boeblik                         | 4-6, 6-0, 6-2  | Details |
| 22 februari            | Singapore Tennis Open Singapore, Singapore ATP Tour 250 $ 361.800 - hardcourt (i) - 28S/16Q/16D | Sander Gillé Joran Vliegen            | Matthew Ebden John-Patrick Smith          | 6-2, 6-3       | Details |

### Maart
Bron:
| Week van          | Toernooi | Winnaar(s)                                | Finalist(en)                       | Uitslag finale   |         |
| ----------------- | --- | ----------------------------------------- | ---------------------------------- | ---------------- | ------- |
| 1 maart           | ABN AMRO Tennis Tournament Rotterdam, Nederland ATP Tour 500 € 1.117.900 - hardcourt (i) - 32S/16Q/16D                      | Andrej Roebljov                           | Márton Fucsovics                   | 7-6(4), 6-4      | Details |
| 1 maart           | ABN AMRO Tennis Tournament Rotterdam, Nederland ATP Tour 500 € 1.117.900 - hardcourt (i) - 32S/16Q/16D                      | Nikola Mektić Mate Pavić                  | Kevin Krawietz Horia Tecău         | 7-6(7), 6-2      | Details |
| 1 maart           | Argentina Open Buenos Aires, Argentinië ATP Tour 250 $ 411.940 - gravel - 28S/32Q/16D                                       | Diego Schwartzman                         | Francisco Cerúndolo                | 6-1, 6-2         | Details |
| 1 maart           | Argentina Open Buenos Aires, Argentinië ATP Tour 250 $ 411.940 - gravel - 28S/32Q/16D                                       | Tomislav Brkić Nikola Čačić               | Ariel Behar Gonzalo Escobar        | 6-3, 7-5         | Details |
| 8 maart           | Qatar ExxonMobil Open Doha, Qatar ATP Tour 250 $ 890.920 - hardcourt - 28S/11Q/16D                                          | Nikoloz Basilasjvili                      | Roberto Bautista Agut              | 7-6(5), 6-2      | Details |
| 8 maart           | Qatar ExxonMobil Open Doha, Qatar ATP Tour 250 $ 890.920 - hardcourt - 28S/11Q/16D                                          | Aslan Karatsev Andrej Roebljov            | Marcus Daniell Philipp Oswald      | 7-5, 6-4         | Details |
| 8 maart           | Open 13 Provence Marseille, Frankrijk ATP Tour 250 € 409.765 - hardcourt (i) - 28S/16Q/16D                                  | Daniil Medvedev                           | Pierre-Hugues Herbert              | 6-4, 6-7(4), 6-4 | Details |
| 8 maart           | Open 13 Provence Marseille, Frankrijk ATP Tour 250 € 409.765 - hardcourt (i) - 28S/16Q/16D                                  | Lloyd Glasspool Harri Heliövaara          | Sander Arends David Pel            | 7-5, 7-6(4)      | Details |
| 8 maart           | Chile Dove Men+Care Open Santiago, Chili ATP Tour 250 $ 393.935 - gravel - 28S/32Q/16D                                      | Cristian Garín                            | Facundo Bagnis                     | 6-4, 6-7(3), 7-5 | Details |
| 8 maart           | Chile Dove Men+Care Open Santiago, Chili ATP Tour 250 $ 393.935 - gravel - 28S/32Q/16D                                      | Simone Bolelli Máximo González            | Federico Delbonis Jaume Munar      | 7-6(4), 6-4      | Details |
| 15 maart          | Dubai Duty Free Tennis Championships Dubai, Verenigde Arabische Emiraten ATP Tour 500 $ 2.048.855 - hardcourt - 48S/24Q/16D | Aslan Karatsev                            | Lloyd Harris                       | 6-3, 6-2         | Details |
| 15 maart          | Dubai Duty Free Tennis Championships Dubai, Verenigde Arabische Emiraten ATP Tour 500 $ 2.048.855 - hardcourt - 48S/24Q/16D | Juan Sebastián Cabal Robert Farah Maksoud | Nikola Mektić Mate Pavić           | 7-6(0), 7-6(4)   | Details |
| 15 maart          | Abierto Mexicano Telcel presentado por HSBC Acapulco, Mexico ATP Tour 500 $ 1.204.960 - hardcourt - 32S/32Q/16D             | Alexander Zverev                          | Stéfanos Tsitsipás                 | 6-4, 7-6(3)      | Details |
| 15 maart          | Abierto Mexicano Telcel presentado por HSBC Acapulco, Mexico ATP Tour 500 $ 1.204.960 - hardcourt - 32S/32Q/16D             | Ken Skupski Neal Skupski                  | Marcel Granollers Horacio Zeballos | 7-6(3), 6-4      | Details |
| 22 maart 29 maart | Miami Open presented by Itaú Miami, Verenigde Staten ATP Tour Masters 1000 $ 4.299.205 - hardcourt - 96S/48Q/32D            | Hubert Hurkacz                            | Jannik Sinner                      | 7-6(4), 6-4      | Details |
| 22 maart 29 maart | Miami Open presented by Itaú Miami, Verenigde Staten ATP Tour Masters 1000 $ 4.299.205 - hardcourt - 96S/48Q/32D            | Nikola Mektić Mate Pavić                  | Daniel Evans Neal Skupski          | 6-4, 6-4         | Details |

### April
| Week van | Toernooi                                                                                               | Winnaar(s)                                | Finalist(en)                  | Uitslag finale   |         |
| -------- | --- | ----------------------------------------- | ----------------------------- | ---------------- | ------- |
| 5 april  | AnyTech365 Andalucia Open Marbella, Spanje ATP Tour 250 € 408.800 - gravel - 28S/16Q/16D               | Pablo Carreño Busta                       | Jaume Munar                   | 6-1, 2-6, 6-4    | Details |
| 5 april  | AnyTech365 Andalucia Open Marbella, Spanje ATP Tour 250 € 408.800 - gravel - 28S/16Q/16D               | Ariel Behar Gonzalo Escobar               | Tomislav Brkić Nikola Čačić   | 6-2, 6-4         | Details |
| 5 april  | Sardegna Open Cagliari, Italië ATP Tour 250 € 408.800 - gravel - 28S/16Q/16D                           | Lorenzo Sonego                            | Laslo Djere                   | 2-6, 7-6(5), 6-4 | Details |
| 5 april  | Sardegna Open Cagliari, Italië ATP Tour 250 € 408.800 - gravel - 28S/16Q/16D                           | Lorenzo Sonego Andrea Vavassori           | Simone Bolelli Andrés Molteni | 6-3, 6-4         | Details |
| 12 april | Rolex Monte-Carlo Masters Monte Carlo, Monaco ATP Tour Masters 1000 € 2.460.585 - gravel - 56S/28Q/28D | Stéfanos Tsitsipás                        | Andrej Roebljov               | 6-3, 6-3         | Details |
| 12 april | Rolex Monte-Carlo Masters Monte Carlo, Monaco ATP Tour Masters 1000 € 2.460.585 - gravel - 56S/28Q/28D | Nikola Mektić Mate Pavić                  | Daniel Evans Neal Skupski     | 6-3, 4-6, [10-7] | Details |
| 19 april | Barcelona Open Banc Sabadell Barcelona, Spanje ATP Tour 500 € 1.702.800 - gravel - 48S/24Q/16D         | Rafael Nadal                              | Stéfanos Tsitsipás            | 6-4, 6-7(6), 7-5 | Details |
| 19 april | Barcelona Open Banc Sabadell Barcelona, Spanje ATP Tour 500 € 1.702.800 - gravel - 48S/24Q/16D         | Juan Sebastián Cabal Robert Farah Maksoud | Kevin Krawietz Horia Tecău    | 6-4, 6-2         | Details |
| 19 april | Serbia Open Belgrado, Servië ATP Tour 250 € 650.000 - gravel - 28S/16Q/16D                             | Matteo Berrettini                         | Aslan Karatsev                | 6-1, 3-6, 7-6(0) | Details |
| 19 april | Serbia Open Belgrado, Servië ATP Tour 250 € 650.000 - gravel - 28S/16Q/16D                             | Ivan Sabanov Matej Sabanov                | Ariel Behar Gonzalo Escobar   | 6-3, 7-6(5)      | Details |
| 26 april | Millennium Estoril Open Estoril, Portugal ATP Tour 250 € 481.270 - gravel - 32S/16Q/16D                | Albert Ramos Viñolas                      | Cameron Norrie                | 4-6, 6-3, 7-6(3) | Details |
| 26 april | Millennium Estoril Open Estoril, Portugal ATP Tour 250 € 481.270 - gravel - 32S/16Q/16D                | Hugo Nys Tim Pütz                         | Luke Bambridge Dominic Inglot | 7-5, 3-6, [10-3] | Details |
| 26 april | BMW Open München, Duitsland ATP Tour 250 € 481.270 - gravel - 32S/16Q/16D                              | Nikoloz Basilasjvili                      | Jan-Lennard Struff            | 6-4, 7-6(5)      | Details |
| 26 april | BMW Open München, Duitsland ATP Tour 250 € 481.270 - gravel - 32S/16Q/16D                              | Wesley Koolhof Kevin Krawietz             | Sander Gillé Joran Vliegen    | 4-6, 6-4, [10-5] | Details |

### Mei
| Week van      | Toernooi                                                                                          | Winnaar(s)                          | Finalist(en)                        | Uitslag finale             |         |
| ------------- | ------------------------------------------------------------------------------------------------- | ----------------------------------- | ----------------------------------- | -------------------------- | ------- |
| 2 mei         | Mutua Madrid Open Madrid, Spanje ATP Tour Masters 1000 € 3.226.325 - gravel - 56S/28Q/28D         | Alexander Zverev                    | Matteo Berrettini                   | 6-7(8), 6-4, 6-3           | Details |
| 2 mei         | Mutua Madrid Open Madrid, Spanje ATP Tour Masters 1000 € 3.226.325 - gravel - 56S/28Q/28D         | Marcel Granollers Horacio Zeballos  | Nikola Mektić Mate Pavić            | 1-6, 6-3, [10-8]           | Details |
| 9 mei         | Internazionali BNL d'Italia Rome, Italië ATP Tour Masters 1000 € 2.563.710 - gravel - 56S/28Q/32D | Rafael Nadal                        | Novak Djokovic                      | 7-5, 1-6, 6-3              | Details |
| 9 mei         | Internazionali BNL d'Italia Rome, Italië ATP Tour Masters 1000 € 2.563.710 - gravel - 56S/28Q/32D | Nikola Mektić Mate Pavić            | Rajeev Ram Joe Salisbury            | 6-4, 7-6(4)                | Details |
| 17 mei        | Open Parc Auvergne-Rhone-Alpes Lyon Lyon, Frankrijk ATP Tour 250 € 481.270 - gravel - 28S/16Q/16D | Stéfanos Tsitsipás                  | Cameron Norrie                      | 6-3, 6-3                   | Details |
| 17 mei        | Open Parc Auvergne-Rhone-Alpes Lyon Lyon, Frankrijk ATP Tour 250 € 481.270 - gravel - 28S/16Q/16D | Hugo Nys Tim Pütz                   | Pierre-Hugues Herbert Nicolas Mahut | 6-4, 5-7, [10-8]           | Details |
| 17 mei        | Gonet Geneva Open Genève, Zwitserland ATP Tour 250 € 481.270 - gravel - 28S/16Q/16D               | Casper Ruud                         | Denis Shapovalov                    | 7-6(6), 6-4                | Details |
| 17 mei        | Gonet Geneva Open Genève, Zwitserland ATP Tour 250 € 481.270 - gravel - 28S/16Q/16D               | John Peers Michael Venus            | Simone Bolelli Máximo González      | 6-2, 7-5                   | Details |
| 24 mei        | Belgrade Open Belgrado, Servië ATP Tour 250 € 511.000 - gravel - 28S/16Q/16D                      | Novak Djokovic                      | Alex Molčan                         | 6-4, 6-3                   | Details |
| 24 mei        | Belgrade Open Belgrado, Servië ATP Tour 250 € 511.000 - gravel - 28S/16Q/16D                      | Jonathan Erlich Andrei Vasilevski   | André Göransson Rafael Matos        | 6-4, 6-1                   | Details |
| 24 mei        | Emilia-Romagna Open Parma, Italië ATP Tour 250 € 541.800 - gravel - 28S/16Q/16D                   | Sebastian Korda                     | Marco Cecchinato                    | 6-2, 6-4                   | Details |
| 24 mei        | Emilia-Romagna Open Parma, Italië ATP Tour 250 € 541.800 - gravel - 28S/16Q/16D                   | Simone Bolelli Máximo González      | Oliver Marach Aisam-ul-Haq Qureshi  | 6-3, 6-3                   | Details |
| 31 mei 7 juni | Roland Garros Parijs, Frankrijk Grand Slam € 17.183.608 - gravel 128S/128Q/64D/32X                | Novak Djokovic                      | Stéfanos Tsitsipás                  | 6-7(6), 2-6, 6-3, 6-2, 6-4 | Details |
| 31 mei 7 juni | Roland Garros Parijs, Frankrijk Grand Slam € 17.183.608 - gravel 128S/128Q/64D/32X                | Pierre-Hugues Herbert Nicolas Mahut | Aleksandr Boeblik Andrej Goloebev   | 4-6, 7-6(1), 6-4           | Details |
| 31 mei 7 juni | Roland Garros Parijs, Frankrijk Grand Slam € 17.183.608 - gravel 128S/128Q/64D/32X                | Desirae Krawczyk Joe Salisbury      | Jelena Vesnina Aslan Karatsev       | 2-6, 6-4, [10-5]           | Details |

### Juni
| Week van       | Toernooi | Winnaar(s)                          | Finalist(en)                         | Uitslag finale        | Details |
| -------------- | --- | ----------------------------------- | ------------------------------------ | --------------------- | ------- |
| 7 juni         | MercedesCup Stuttgart, Duitsland ATP Tour 250 € 618.735 - gras - 28S/16Q/16D                                | Marin Čilić                         | Félix Auger-Aliassime                | 7-6(2), 6-3           | Details |
| 7 juni         | MercedesCup Stuttgart, Duitsland ATP Tour 250 € 618.735 - gras - 28S/16Q/16D                                | Marcelo Demoliner Santiago González | Ariel Behar Gonzalo Escobar          | 4-6, 6-3, [10-8]      | Details |
| 14 juni        | Noventi Open Halle, Duitsland ATP Tour 500 € 1.455.925 - gras - 32S/24Q/24D                                 | Ugo Humbert                         | Andrej Roebljov                      | 6-3, 7-6(4)           | Details |
| 14 juni        | Noventi Open Halle, Duitsland ATP Tour 500 € 1.455.925 - gras - 32S/24Q/24D                                 | Kevin Krawietz Horia Tecău          | Félix Auger-Aliassime Hubert Hurkacz | 7-6(4), 6-4           | Details |
| 14 juni        | Cinch Championships Londen, Verenigd Koninkrijk ATP Tour 500 € 1.427.455 - gras - 32S/16Q/24D               | Matteo Berrettini                   | Cameron Norrie                       | 6-4, 6-7(5), 6-3      | Details |
| 14 juni        | Cinch Championships Londen, Verenigd Koninkrijk ATP Tour 500 € 1.427.455 - gras - 32S/16Q/24D               | Pierre-Hugues Herbert Nicolas Mahut | Reilly Opelka John Peers             | 6-4, 7-5              | Details |
| 21 juni        | Viking International Eastbourne Eastbourne, Verenigd Koninkrijk ATP Tour 250 € 609.065 - gras - 28S/16Q/16D | Alex de Minaur                      | Lorenzo Sonego                       | 4-6, 6-4, 7-6(5)      | Details |
| 21 juni        | Viking International Eastbourne Eastbourne, Verenigd Koninkrijk ATP Tour 250 € 609.065 - gras - 28S/16Q/16D | Nikola Mektić Mate Pavić            | Rajeev Ram Joe Salisbury             | 6-4, 6-3              | Details |
| 21 juni        | Mallorca Championships Mallorca, Spanje ATP Tour 250 € 783.655 - gras - 28S/16Q/16D                         | Daniil Medvedev                     | Sam Querrey                          | 6-4, 6-2              | Details |
| 21 juni        | Mallorca Championships Mallorca, Spanje ATP Tour 250 € 783.655 - gras - 28S/16Q/16D                         | Simone Bolelli Máximo González      | Novak Djokovic Carlos Gómez-Herrera  | Walk-over             | Details |
| 28 juni 5 juli | Wimbledon Londen, Verenigd Koninkrijk Grand Slam £ 17.508.000 - gras 128S/128Q/64D/48X                      | Novak Djokovic                      | Matteo Berrettini                    | 6-7(4), 6-4, 6-4, 6-3 | Details |
| 28 juni 5 juli | Wimbledon Londen, Verenigd Koninkrijk Grand Slam £ 17.508.000 - gras 128S/128Q/64D/48X                      | Nikola Mektić Mate Pavić            | Marcel Granollers Horacio Zeballos   | 6-4, 7-6(5), 2-6, 7-5 | Details |
| 28 juni 5 juli | Wimbledon Londen, Verenigd Koninkrijk Grand Slam £ 17.508.000 - gras 128S/128Q/64D/48X                      | Desirae Krawczyk Neal Skupski       | Harriet Dart Joe Salisbury           | 6-2, 7-6(1)           | Details |

### Juli
| Week van | Toernooi                                                                                             | Winnaar(s)                                  | Finalist(en)                   | Uitslag finale       | Details |
| -------- | --- | ------------------------------------------- | ------------------------------ | -------------------- | ------- |
| 12 juli  | Hamburg European Open Hamburg, Duitsland ATP Tour 500 € 1.168.220 - gravel - 28S/24Q/16D             | Pablo Carreño Busta                         | Filip Krajinović               | 6-2, 6-4             | Details |
| 12 juli  | Hamburg European Open Hamburg, Duitsland ATP Tour 500 € 1.168.220 - gravel - 28S/24Q/16D             | Tim Pütz Michael Venus                      | Kevin Krawietz Horia Tecău     | 6-3, 6-7(3), [10-8]  | Details |
| 12 juli  | Hall of Fame Open Newport, Verenigde Staten ATP Tour 250 $ 535.535 - gras - 28S/16Q/16D              | Kevin Anderson                              | Jenson Brooksby                | 7-6(8), 6-4          | Details |
| 12 juli  | Hall of Fame Open Newport, Verenigde Staten ATP Tour 250 $ 535.535 - gras - 28S/16Q/16D              | William Blumberg Jack Sock                  | Austin Krajicek Vasek Pospisil | 6-2, 7-6(3)          | Details |
| 12 juli  | Nordea Open Båstad, Zweden ATP Tour 250 € 481.270 - gravel - 28S/16Q/16D                             | Casper Ruud                                 | Federico Coria                 | 6-3, 6-3             | Details |
| 12 juli  | Nordea Open Båstad, Zweden ATP Tour 250 € 481.270 - gravel - 28S/16Q/16D                             | Sander Arends David Pel                     | Andre Begemann Albano Olivetti | 6-4, 6-2             | Details |
| 19 juli  | Plava Laguna Croatia Open Umag Umag, Kroatië ATP Tour 250 € 481.270 - gravel - 28S/16Q/16D           | Carlos Alcaraz                              | Richard Gasquet                | 6-2, 6-2             | Details |
| 19 juli  | Plava Laguna Croatia Open Umag Umag, Kroatië ATP Tour 250 € 481.270 - gravel - 28S/16Q/16D           | Fernando Romboli David Vega Hernández       | Tomislav Brkić Nikola Čačić    | 6-3, 7-5             | Details |
| 19 juli  | J. Safra Sarasin Swiss Open Gstaad Gstaad, Zwitserland ATP Tour 250 € 481.270 - gravel - 28S/16Q/16D | Casper Ruud                                 | Hugo Gaston                    | 6-3, 6-2             | Details |
| 19 juli  | J. Safra Sarasin Swiss Open Gstaad Gstaad, Zwitserland ATP Tour 250 € 481.270 - gravel - 28S/16Q/16D | Marc-Andrea Hüsler Dominic Stricker         | Szymon Walków Jan Zieliński    | 6-1, 7-6(7)          | Details |
| 19 juli  | Mifel Open Cabo San Lucas (Los Cabos), Mexico ATP Tour 250 $ 694.655 - hardcourt - 28S/15Q/16D       | Cameron Norrie                              | Brandon Nakashima              | 6-2, 6-2             | Details |
| 19 juli  | Mifel Open Cabo San Lucas (Los Cabos), Mexico ATP Tour 250 $ 694.655 - hardcourt - 28S/15Q/16D       | Hans Hach Verdugo John Isner                | Hunter Reese Sem Verbeek       | 5-7, 6-2, [10-4]     | Details |
| 26 juli  | Olympische Spelen 2021 Tokio, Japan Olympische Spelen Hardcourt - 64S/32D/16X                        | Alexander Zverev                            | Karen Chatsjanov               | 6-3, 6-1             | Details |
| 26 juli  | Olympische Spelen 2021 Tokio, Japan Olympische Spelen Hardcourt - 64S/32D/16X                        | Nikola Mektić Mate Pavić                    | Marin Čilić Ivan Dodig         | 6-4, 3-6, [10-6]     | Details |
| 26 juli  | Olympische Spelen 2021 Tokio, Japan Olympische Spelen Hardcourt - 64S/32D/16X                        | Anastasija Pavljoetsjenkova Andrej Roebljov | Jelena Vesnina Aslan Karatsev  | 6-3, 6-7(5), [13-11] | Details |
| 26 juli  | Generali Open Kitzbühel, Oostenrijk ATP Tour 250 € 481.270 - gravel - 28S/16Q/16D                    | Casper Ruud                                 | Pedro Martínez                 | 6-1, 4-6, 6-3        | Details |
| 26 juli  | Generali Open Kitzbühel, Oostenrijk ATP Tour 250 € 481.270 - gravel - 28S/16Q/16D                    | Alexander Erler Lucas Miedler               | Roman Jebavý Matwé Middelkoop  | 7-5, 7-6(5)          | Details |
| 26 juli  | Truist Atlanta Open Atlanta, Verenigde Staten ATP Tour 250 $ 638.385 - hardcourt - 28S/16Q/16D       | John Isner                                  | Brandon Nakashima              | 7-6(8), 7-5          | Details |
| 26 juli  | Truist Atlanta Open Atlanta, Verenigde Staten ATP Tour 250 $ 638.385 - hardcourt - 28S/16Q/16D       | Reilly Opelka Jannik Sinner                 | Steve Johnson Jordan Thompson  | 6-4, 6-7(6), [10-3]  | Details |

### Augustus
| Week van                | Toernooi | Winnaar(s)                         | Finalist(en)                   | Uitslag finale      | Details |
| ----------------------- | --- | ---------------------------------- | ------------------------------ | ------------------- | ------- |
| 2 augustus              | Citi Open Washington, Verenigde Staten ATP Tour 500 $ 2.046.340 - hardcourt - 48S/24Q/16D                        | Jannik Sinner                      | Mackenzie McDonald             | 7-5, 4-6, 7-5       | Details |
| 2 augustus              | Citi Open Washington, Verenigde Staten ATP Tour 500 $ 2.046.340 - hardcourt - 48S/24Q/16D                        | Raven Klaasen Ben McLachlan        | Neal Skupski Michael Venus     | 7-6(4), 6-4         | Details |
| 9 augustus              | National Bank Open by Rogers Toronto, Canada ATP Tour Masters 1000 $ 3.487.915 - hardcourt - 48S/24Q/28D         | Daniil Medvedev                    | Reilly Opelka                  | 6-4, 6-3            | Details |
| 9 augustus              | National Bank Open by Rogers Toronto, Canada ATP Tour Masters 1000 $ 3.487.915 - hardcourt - 48S/24Q/28D         | Rajeev Ram Joe Salisbury           | Nikola Mektić Mate Pavić       | 6-3, 4-6, [10-3]    | Details |
| 16 augustus             | Western & Southern Open Cincinnati, Verenigde Staten ATP Tour Masters 1000 $ 5.404.435 - hardcourt - 56S/28Q/28D | Alexander Zverev                   | Andrej Roebljov                | 6-2, 6-3            | Details |
| 16 augustus             | Western & Southern Open Cincinnati, Verenigde Staten ATP Tour Masters 1000 $ 5.404.435 - hardcourt - 56S/28Q/28D | Marcel Granollers Horacio Zeballos | Steve Johnson Austin Krajicek  | 7-6(5), 7-6(5)      | Details |
| 23 augustus             | Winston-Salem Open Winston-Salem, Verenigde Staten ATP Tour 250 $ 807.210 - hardcourt - 48S/16Q/16D              | Ilja Ivasjka                       | Mikael Ymer                    | 6-0, 6-2            | Details |
| 23 augustus             | Winston-Salem Open Winston-Salem, Verenigde Staten ATP Tour 250 $ 807.210 - hardcourt - 48S/16Q/16D              | Marcelo Arévalo Matwé Middelkoop   | Ivan Dodig Austin Krajicek     | 6-7(5), 7-5, [10-6] | Details |
| 30 augustus 6 september | US Open New York, Verenigde Staten Grand Slam $ 27.200.000 - hardcourt 128S/128Q/64D/32X                         | Daniil Medvedev                    | Novak Djokovic                 | 6-4, 6-4, 6-4       | Details |
| 30 augustus 6 september | US Open New York, Verenigde Staten Grand Slam $ 27.200.000 - hardcourt 128S/128Q/64D/32X                         | Rajeev Ram Joe Salisbury           | Jamie Murray Bruno Soares      | 3-6, 6-2, 6-2       | Details |
| 30 augustus 6 september | US Open New York, Verenigde Staten Grand Slam $ 27.200.000 - hardcourt 128S/128Q/64D/32X                         | Desirae Krawczyk Joe Salisbury     | Giuliana Olmos Marcelo Arévalo | 7-5, 6-2            | Details |

### September
| Week van     | Toernooi                                                                                    | Winnaar(s) | Finalist(en)                                                                                               | Uitslag finale      | Details |
| ------------ | ------------------------------------------------------------------------------------------- | --- | --- | ------------------- | ------- |
| 17 september | Davis Cup (wereldgroepen I, II)                                                             | | |                     | Details |
| 20 september | Astana Open Nur-Sultan, Kazachstan ATP Tour 250 $ 541.800 - hardcourt (i) - 28S/16Q/16D     | Kwon Soon-woo                                                                                                 | James Duckworth                                                                                            | 7-6(6), 6-3         | Details |
| 20 september | Astana Open Nur-Sultan, Kazachstan ATP Tour 250 $ 541.800 - hardcourt (i) - 28S/16Q/16D     | Santiago González Andrés Molteni                                                                              | Jonathan Erlich Andrei Vasilevski                                                                          | 6-1, 6-2            | Details |
| 20 september | Moselle Open Metz, Frankrijk ATP Tour 250 € 481.270 - hardcourt (i) - 28S/16Q/16D           | Hubert Hurkacz                                                                                                | Pablo Carreño Busta                                                                                        | 7-6(2), 6-3         | Details |
| 20 september | Moselle Open Metz, Frankrijk ATP Tour 250 € 481.270 - hardcourt (i) - 28S/16Q/16D           | Hubert Hurkacz Jan Zieliński                                                                                  | Hugo Nys Arthur Rinderknech                                                                                | 7-5, 6-3            | Details |
| 20 september | Laver Cup Boston, Verenigde Staten Continententoernooi hardcourt (i) - 2 teams              | Team Europa Daniil Medvedev Stéfanos Tsitsipás Alexander Zverev Andrej Roebljov Matteo Berrettini Casper Ruud | Team Wereld Félix Auger-Aliassime Denis Shapovalov Diego Schwartzman Reilly Opelka John Isner Nick Kyrgios | 14-1                | Details |
| 27 september | Sofia Open Sofia, Bulgarije ATP Tour 250 € 481.270 - hardcourt (i) - 28S/16Q/16D            | Jannik Sinner                                                                                                 | Gaël Monfils                                                                                               | 6-3, 6-4            | Details |
| 27 september | Sofia Open Sofia, Bulgarije ATP Tour 250 € 481.270 - hardcourt (i) - 28S/16Q/16D            | Jonny O'Mara Ken Skupski                                                                                      | Oliver Marach Philipp Oswald                                                                               | 6-3, 6-4            | Details |
| 27 september | San Diego Open San Diego, Verenigde Staten ATP Tour 250 $ 661.800 - hardcourt - 28S/16Q/16D | Casper Ruud                                                                                                   | Cameron Norrie                                                                                             | 6-0, 6-2            | Details |
| 27 september | San Diego Open San Diego, Verenigde Staten ATP Tour 250 $ 661.800 - hardcourt - 28S/16Q/16D | Joe Salisbury Neal Skupski                                                                                    | John Peers Filip Polášek                                                                                   | 7-6(2), 3-6, [10-5] | Details |

### Oktober
| Week van             | Toernooi | Winnaar(s)                                | Finalist(en)                     | Uitslag finale   | Details |
| -------------------- | --- | ----------------------------------------- | -------------------------------- | ---------------- | ------- |
| 4 oktober 11 oktober | BNP Paribas Open Indian Wells, Verenigde Staten ATP Tour Masters 1000 $ 9.146.125 - hardcourt - 56S/28Q/28D | Cameron Norrie                            | Nikoloz Basilasjvili             | 3-6, 6-4, 6-1    | Details |
| 4 oktober 11 oktober | BNP Paribas Open Indian Wells, Verenigde Staten ATP Tour Masters 1000 $ 9.146.125 - hardcourt - 56S/28Q/28D | John Peers Filip Polášek                  | Aslan Karatsev Andrej Roebljov   | 6-3, 7-6(5)      | Details |
| 18 oktober           | VTB Kremlin Cup Moskou, Rusland ATP Tour 250 $ 779.515 - hardcourt (i) - 28S/16Q/16D                        | Aslan Karatsev                            | Marin Čilić                      | 6-2, 6-4         | Details |
| 18 oktober           | VTB Kremlin Cup Moskou, Rusland ATP Tour 250 $ 779.515 - hardcourt (i) - 28S/16Q/16D                        | Harri Heliövaara Matwé Middelkoop         | Tomislav Brkić Nikola Čačić      | 7-5, 4-6, [11-9] | Details |
| 18 oktober           | European Open Antwerpen, België ATP Tour 250 € 584.125 - hardcourt (i) - 28S/16Q/16D                        | Jannik Sinner                             | Diego Schwartzman                | 6-2, 6-2         | Details |
| 18 oktober           | European Open Antwerpen, België ATP Tour 250 € 584.125 - hardcourt (i) - 28S/16Q/16D                        | Nicolas Mahut Fabrice Martin              | Wesley Koolhof Jean-Julien Rojer | 6-0, 6-1         | Details |
| 25 oktober           | Erste Bank Open Wenen, Oostenrijk ATP Tour 500 € 1.974.510 - hardcourt (i) - 32S/16Q/16D                    | Alexander Zverev                          | Frances Tiafoe                   | 7-5, 6-4         | Details |
| 25 oktober           | Erste Bank Open Wenen, Oostenrijk ATP Tour 500 € 1.974.510 - hardcourt (i) - 32S/16Q/16D                    | Juan Sebastián Cabal Robert Farah Maksoud | Rajeev Ram Joe Salisbury         | 6-4, 6-2         | Details |
| 25 oktober           | St. Petersburg Open Sint-Petersburg, Rusland ATP Tour 250 $ 932.370 - hardcourt (i) - 28S/16Q/16D           | Marin Čilić                               | Taylor Fritz                     | 7-6(3), 4-6, 6-4 | Details |
| 25 oktober           | St. Petersburg Open Sint-Petersburg, Rusland ATP Tour 250 $ 932.370 - hardcourt (i) - 28S/16Q/16D           | Jamie Murray Bruno Soares                 | Andrej Goloebev Hugo Nys         | 6-3, 6-4         | Details |

### November
| Week van                | Toernooi | Winnaar(s)                          | Finalist(en)                           | Uitslag finale      | Details |
| ----------------------- | --- | ----------------------------------- | -------------------------------------- | ------------------- | ------- |
| 1 november              | Rolex Paris Masters Parijs, Frankrijk ATP Tour Masters 1000 € 3.084.450 - hardcourt (i) - 48S/24Q/24D                | Novak Djokovic                      | Daniil Medvedev                        | 4-6, 6-3, 6-3       | Details |
| 1 november              | Rolex Paris Masters Parijs, Frankrijk ATP Tour Masters 1000 € 3.084.450 - hardcourt (i) - 48S/24Q/24D                | Tim Pütz Michael Venus              | Pierre-Hugues Herbert Nicolas Mahut    | 6-3, 6-7(4), [11-9] | Details |
| 9 november              | Intese Sanpoala Next Gen ATP Finals Milaan, Italië Next Generation ATP Finals $ 1.300.000 - hardcourt (i) - 8S (RR)  | Carlos Alcaraz                      | Sebastian Korda                        | 4-3(5), 4-2, 4-2    | Details |
| 9 november              | Stockholm Open Stockholm, Zweden ATP Tour 250 € 711.275 - hardcourt (i) - 28S/16Q/16D                                | Tommy Paul                          | Denis Shapovalov                       | 6-4, 2-6, 6-4       | Details |
| 9 november              | Stockholm Open Stockholm, Zweden ATP Tour 250 € 711.275 - hardcourt (i) - 28S/16Q/16D                                | Santiago González Andrés Molteni    | Aisam-ul-Haq Qureshi Jean-Julien Rojer | 6-2, 6-2            | Details |
| 14 november             | Nitto ATP Finals Turijn, Italië ATP Finals $ 7.250.000 - hardcourt (i) - 8S/8D (RR)                                  | Alexander Zverev                    | Daniil Medvedev                        | 6-4, 6-4            | Details |
| 14 november             | Nitto ATP Finals Turijn, Italië ATP Finals $ 7.250.000 - hardcourt (i) - 8S/8D (RR)                                  | Pierre-Hugues Herbert Nicolas Mahut | Rajeev Ram Joe Salisbury               | 6-4, 7-6(0)         | Details |
| 22 november 29 november | Davis Cup by Rakuten (finaleronde) Madrid, Spanje Turijn, Italië Innsbruck, Oostenrijk hardcourt (i) - 18 teams (RR) | RTF                                 | Kroatië                                | 2-0                 | Details |

### December
Geen toernooien

## Overzicht ondergronden
| Januari                  | Januari | Januari | Januari | Februari | Februari | Februari | Februari | Maart | Maart | Maart | Maart | April | April | April | April | April | Mei | Mei | Mei | Mei | Juni | Juni | Juni | Juni | Juli | Juli | Juli | Juli | Juli | Augustus | Augustus | Augustus | Augustus | September | September | September | September | September | Oktober | Oktober | Oktober | Oktober | November | November | November | November | December | December | December | December | December |
| ↓ Hardcourt (29 weken) ↓ |         |         |         |          |          |          |          |       |       |       |       |       |       |       |       |       |     |     |     |     |      |      |      |      |      |      |      |      |      |          |          |          |          |           |           |           |           |           |         |         |         |         |          |          |          |          |          |          |          |          |          |
|                          |         |         |         |          |          |          |          |       |       |       |       |       |       |       |       |       |     |     |     |     |      |      |      |      |      |      |      |      |      |          |          |          |          |           |           |           |           |           |         |         |         |         |          |          |          |          |          |          |          |          |          |
| ↓ Gravel (16 weken) ↓    |         |         |         |          |          |          |          |       |       |       |       |       |       |       |       |       |     |     |     |     |      |      |      |      |      |      |      |      |      |          |          |          |          |           |           |           |           |           |         |         |         |         |          |          |          |          |          |          |          |          |          |
|                          |         |         |         |          |          |          |          |       |       |       |       |       |       |       |       |       |     |     |     |     |      |      |      |      |      |      |      |      |      |          |          |          |          |           |           |           |           |           |         |         |         |         |          |          |          |          |          |          |          |          |          |
| ↓ Gras (6 weken) ↓       |         |         |         |          |          |          |          |       |       |       |       |       |       |       |       |       |     |     |     |     |      |      |      |      |      |      |      |      |      |          |          |          |          |           |           |           |           |           |         |         |         |         |          |          |          |          |          |          |          |          |          |
|                          |         |         |         |          |          |          |          |       |       |       |       |       |       |       |       |       |     |     |     |     |      |      |      |      |      |      |      |      |      |          |          |          |          |           |           |           |           |           |         |         |         |         |          |          |          |          |          |          |          |          |          |

|  | = Grandslamtoernooi |  | = Davis Cup (ondergrond bepaald door thuisspelend land) |

## Statistieken toernooien

### Toernooien per ondergrond
| Ondergrond   | Aantal | Buiten/binnen | Aantal |
| ------------ | ------ | ------------- | ------ |
| Hardcourt    | 36     | Buiten        | 20     |
| Hardcourt    | 36     | Binnen        | 16     |
| Gravel       | 22     | Buiten        | 22     |
| Gravel       | 22     | Binnen        | 0      |
| Gras         | 7      | Buiten        | 7      |
| Verschillend | 1      | Verschillend  | 1      |
| Totaal       | 66     |               |        |

### Toernooien per continent
| Continent     | Aantal |
| ------------- | ------ |
| Europa        | 39     |
| Noord-Amerika | 14     |
| Azië          | 5      |
| Oceanië       | 4      |
| Zuid-Amerika  | 3      |
| Afrika        | 0      |
| Verschillend  | 1      |
| Totaal        | 66     |

### Toernooien per land
| Aantal | Land |
| ------ | --- |
| 11     | Verenigde Staten |
| 6      | Frankrijk |
| 5      | Italië |
| 4      | Australië, Duitsland, Spanje |
| 3      | Verenigd Koninkrijk |
| 2      | Argentinië, Mexico, Oostenrijk, Rusland, Servië, Zweden, Zwitserland                                                                               |
| 1      | België, Bulgarije, Canada, Chili, Japan, Kazachstan, Kroatië, Monaco, Nederland, Portugal, Qatar, Singapore, Turkije, Verenigde Arabische Emiraten |

## Beëindigingen tenniscarrière
De volgende spelers beëindigde in 2021 hun tenniscarrière::
- Oleksandr Dolgopolov – 30 april 2021 – 33 jaar[2]
- Guillermo García López – 38 jaar[3]
- Martin Kližan – 32 jaar[4]
- Viktor Troicki – 24 juni 2021– 35 jaar[5]
- Leonardo Mayer – 7 oktober 2021– 34 jaar[6]
- Jürgen Melzer – 27 oktober 2021– 40 jaar[7]
- Horia Tecău – 18 november 2021– 36 jaar[8]

## Uitzendrechten
De ATP tennistoernooien waren in 2021 in Nederland te zien op Ziggo Sport (beschikbaar voor klanten van tv-aanbieder Ziggo) en betaalzender Ziggo Sport Totaal. De betaalzender Ziggo Sport Totaal beschikte over het eigen tenniskanaal Ziggo Sport Tennis. Ziggo Sport had de rechten per 1 januari 2021 overgenomen van FOX Sports (ESPN), die de voorgaande jaren de ATP tennistoernooien uitzond.